# 1644
1644 је била преступна година.

## Догађаји

### Април
- 25. април — Збачена је кинеска династија Минг када је цар Чонг Џен извршио самоубиство током сељачког устанка који је предводио Ли Зиченг.

### Септембар
- 15. септембар – Папа Иноћентије X наследио Папу Урбана VIII као 236. Папа Римокатоличке цркве.

### Новембар
- 8. новембар — Шуњчжи је крунисан у Пекингу као први цар из династије Ћинг који је владао Кином.
- Википедија:Непознат датум — децембар - куга избила у Единбургу.